# Trivigno
Trivigno é uma comuna italiana da região da Basilicata, província de Potenza, com cerca de 790 habitantes. Estende-se por uma área de 25 km², tendo uma densidade populacional de 32 hab/km². Faz fronteira com Albano di Lucania, Anzi, Brindisi Montagna, Castelmezzano.

## Demografia
| Variação demográfica do município entre 1861 e 2011                               |
|                                                                                   |
| Fonte: Istituto Nazionale di Statistica (ISTAT) - Elaboração gráfica da Wikipedia |